# Lumacra brasiliensis
Lumacra brasiliensis is een vlinder uit de familie van de zakjesdragers (Psychidae). De wetenschappelijke naam van de soort is voor het eerst geldig gepubliceerd in 1884 door Franciscus J.M. Heylaerts.